# Заубская волость
За́убская волость (латыш. Zaubes pagasts) — одна из территориальных единиц Цесисского края Латвии. Граничит с Нитаурской, Кайвской и Скуйенской волостями своего края. 
Крупнейшими населёнными пунктами волости являются сёла: Заубе (волостной центр), Аннас, Берзс, Клигене, Крусари.
В Заубе находятся лютеранская и православная церкви.
Через Заубскую волость проходит региональная автодорога P32 Лигатне — Скривери.
По территории волости протекают реки Амата, Амурупите, Берзупе, Варнупите, Дзирнавупе, Заубе, Иесалница, Казупите, Личупе, Маза-Югла, Ошупе, Стирве.
На территории волости расположены озёра Аугшезерс, Леяс, Люкану, Нелабайс.

## История
В конце XIX века на землях Яунпилсского, Берзмуйжского и Клигенского имений была создана Яунпилсская (Юргенсбургская) волость, в 1926 году переименованная в Заубскую.
В 1935 году площадь Заубской волости Рижского уезда была 155,18 км², при населении в 2388 жителей.
В 1945 году в волости были созданы Заубский, Берзский и Клигенский сельские советы. После отмены в 1949 году волостного деления Заубский сельский совет входил в состав Эргльского (1949—1959), Сигулдского (1959—1962) и Цесисского (1962—2009) районов.
В 1951 году к Заубскому сельсовету была присоединена территория ликвидированного колхоза им. Сталина Берзского сельсовета. В 1954 году — территория колхоза «Узвара» Клигенского сельсовета. В 1959 году территория совхоза «Таурупе» была присоединена к Таурупскому сельсовету. В 1964 году к Заубскому сельсовету была присоединена территория ликвидированного Клигенского сельсовета. В 1965 году территория совхоза «Скуйене» была присоединена к Скуйенскому сельсовету. В 1977 году к Заубскому сельсовету была присоединена часть территории Нитаурского сельсовета.
В 1990 году Заубский сельсовет был реорганизован в волость. В 2009 году Заубская волость была включена в состав Аматского края.
В 2021 году в результате новой административно-территориальной реформы Аматский край был упразднён, а Заубская волость вошла в Цесисский край.

## Известные люди
- Вильгельм Пурвитис (1872—1945) — латышский художник-пейзажист.